# Leopoldo Conforti
Leopoldo Conforti (Marano Marchesato, 15 gennaio 1891 – 19 settembre 1962) è stato un magistrato italiano.

## Biografia
Nato a Marano Marchesato provincia di Cosenza il 15 gennaio 1891 da Giuseppe, possidente, e Gentile Carolina. Commendatore della Corona d'Italia. Sposò il 30 giugno 1923 la cosentina Villella Faustina. Dopo la morte della moglie si risposa a Roma con Basile Maria il 16 luglio 1951. Morì il 19 settembre 1962.
Magistrato ordinario, era sostituto procuratore generale presso la corte di cassazione quando fu nominato dal guardasigilli Dino Grandi membro della commissione incaricata di redigere il testo di quello che diventerà il codice di procedura civile del 1942 (il cosiddetto Codice Grandi).
Illustrò il suo lavoro nell’articolo Codice rivoluzionario, pubblicato nella Rivista di diritto processuale civile XVIII 1941 pr.1 pp.14-24.
Franco Cipriani scrive che Leopoldo Conforti fu incaricato dal ministro Grandi di coordinare i lavori di revisione del progetto di codice di procedura civile messo a punto nel 1939 dal precedente guardasigilli Angelo Solmi (il “Progetto Solmi”) su segnalazione del primo presidente della cassazione Mariano d’Amelio. Commemorandolo dopo la sua morte, il rettore dell’Università di Bologna Tito Carnacini, che partecipò ai lavori della commissione ministeriale, volle sottolineare come la realizzazione concreta del codice, e in particolare del libro sul processo di cognizione, fu principalmente opera del Conforti.
Promosso avvocato generale presso la corte di cassazione, nel dopoguerra lasciò la magistratura per esercitare la professione di avvocato. Il comune di Roma gli ha dedicato una strada.